# Elektrokemija
Elektrokemija jedna je od grana kemije. Svrstava se pod fizikalnu kemiju.
Proučava kemijske reakcije koje se događaju između električnog vodiča (metalne, poluprovodničke ili grafitne elektrode) i ionskog vodiča (elektrolita) prilikom kojih dolazi do prijenosa elektrona između elektrode i elektrolita.
Ako je neka kemijska reakcija izazvana vanjskim naponom, kao u slučaju elektrolize ili ako napon nastaje kao posljedica kemijske reakcije, kao u baterijama, ta reakcija naziva se elektrokemijskom reakcijom. Elektrokemijske reakcije krutih i tekućih tvari odvijaju se prostorno odvojene jedna od druge.
Elektrokemija je od 19. stoljeća na dalje, dobila veliku praktičnu primjenu u mnogim područjima poput prijevoza, telekomunikacija, astronautike i dr.
Kemijske reakcije u kojima dolazi do prijenosa elektrona između atoma zovu se oksidacijsko-redukcijske ili redoks reakcije. Elektrokemija proučava situacije u kojima su reakcije oksidacije i redukcije prostorno odvojene, pri čemu se protok elektrona ostvaruje kroz vanjski strujni krug. Oksidacija je prvobitno označavala reakciju spajanja kemijskog elementa s kisikom pri čemu nastaju oksidi. Onda je pojam proširen na svaku reakciju spajanja s kisikom (recimo oksidacijom alkohola nastaje aldehid, a daljom oksidacijom aldehida kiselina), što se izražava oksidacijskim brojem. Najšire shvaćena oksidacija predstavlja gubitak elektrona. Npr., anodna oksidacija je proces u kojem se molekula (ili ion) oksidira tako što (umjesto kisiku) predaje elektron anodi. Redukcija je suprotan proces oksidaciji i najšire shvaćena, predstavlja proces primanja elektrona. Npr. u katodnoj redukciji se kation primanjem jednog ili više elektrona reducira do čistog metala.

## Povijesni razvoj

### Razvoj elektrokemije u razdoblju od 16. do 18. stoljeća
Bolje razumijevanje električnih pojava započinje u 16. stoljeću. Tijekom 16. stoljeća, engleski znanstvenik  William Gilbert proveo je 17 godina eksperimentirajući na problematici magnetizma, te nešto manje na problematici elektriciteta zbog čega je postao poznat kao  "otac magnetizma."  Otkrio je različite metode proizvodnje i pojačavanja snage magneta.
Godine 1663. njemački fizičar Otto von Guericke konstruira   prvi električni generator, koji je proizvodio statički elektricitet izazivanjem trenja u mašini. Generator je bio napravljen od velike sumporne kugle izlivene u staklenu loptu pričvršćenu za osovinu. Da bi došlo do trenja između kugle i osovine, kugla se kretala pomoću ručke pri čemu je dolazilo do pojave iskri statičkog elektriciteta. Lopta se mogla ukloniti i koristiti u eksperimentima kao izvor elektriciteta.
Sredinom 18. stoljeća francuski kemičar Charles François de Cisternay du Fay otkriva dva tipa statičkog elektriciteta i pojavu međusobnog odbijanja istovrsnih naboja, te privlačenja različitih naboja. Da bi objasnio ovu pojavu, Du Fay objavljuje da se elektricitet sastoji od dva fluida: "vitrolnog" (od latinskog naziva za "staklo") ili pozitivnog elektriciteta, te  "smolastog" ili negativnog elektriciteta. Na taj način postavlja električnu teoriju dvaju fluida, koja je osporena kasnije u istom stoljeću teorijom jednog fluida, koju postavlja Benjamin Franklin.
Charles-Augustin de Coulomb je 1781. godine postavio zakon elektrostatskog privlačenja, koji je proizašao iz njegovog proučavanja zakona električnih odbijanja, kojeg je postavio englez Joseph Priestley. 
Krajem 18. stoljeća, talijanski liječnik i astronom Luigi Galvani svojim čuvenim eksperimentom sa žabljim kracima postavlja temelj elektrokemije. Svojim radom "De Viribus Electricitatis in Motu Musculari Commentarius" (latinski naziv za „O efektu elektriciteta na gibanje mišića“ ) 1791. godine uvodi pojam "nervo-električnih tvari"  u biološke sustave.
U svom radu, Galvani zaključuje da životinjsko tkivo sadrži do tada zanemarivanu životnu silu, koju je nazvao "životinjski elektricitet", a koja je odgovorna za aktivaciju živaca i mišića u kontaktu s metalom. Smatrao je da je ta nova sila još jedna vrsta elektriciteta pored '"prirodnog", kojeg proizvodi munja ili električna jegulja i "umjetnog" dobivenog trenjem (npr. statički elektricitet).
Galvanijevi su suradnici većinom podržali njegove stavove, međutim Alessandro Volta odbacuje ideju "životinjskog električnog fluida", tvrdnjom da žablji kraci reagiraju zbog razlika u metalu, što Galvani opovrgava izazivanjem mišićne reakcije s dva komada istog metala.

### 19. stoljeće
William Nicholson i Johann Wilhelm Ritter uspijevaju elektrolizom razložiti vodu na vodik i kisik 1800. godine. Ubrzo nakon toga, Ritter otkriva proces galvanizacije. Primjećuje da količina istaloženog metala, kao i količina razvijenog kisika, tijekom elektrolitičkog procesa, ovise o udaljenosti između elektroda. Godine 1801. Ritter prvi zapaža termoelektrične struje, te na taj način doprinosi otkriću termoelektriciteta Thomasa Johanna Seebecka.
U prvom desetljeću 19. stoljeća, William Hyde Wollaston je napravio poboljšanja u galvanskom članku.
Istraživanja elektrolize Humphry Davya dovela su do zaključka da je elektricitet koji nastaje u jednostavnim elektrolitičkim člancima rezultat kombinacije kemijskih međudjelovanja tvari suprotnog naboja. Ova istraživanja rezultirala su izolacijom natrija i kalija, te zemno-alkalijskih metala iz njihovih spojeva 1808. godine.
Godine 1820. Hans Christian Ørsted otkriva magnetski efekt električne struje, što je ocijenjeno epohalnim otkrićem. André-Marie Ampère ponavlja Orstedov eksperiment i daje matematičku formulaciju magnetskog efekta.
Godine 1821. estonsko-njemački fizičar Thomas Johann Seebeck je pokazao postojanje električnog potencijala u dodirnim točkama dvaju različitih metala kada među njima postoji razlika u toplini.
Njemački je znanstvenik Georg Ohm 1827. godine definirao Ohmov zakon u poznatoj knjizi "Die galvanische Kette, mathematisch bearbeitet" (Matematički ispitan električni krug) u kojem postavlja cjelovitu teoriju elektriciteta.
Eksperimenti Michael Faradaya doveli su 1832. godine do postavljanja dvaju elektrokemijskih zakona. Godine 1836. John Daniell otkriva jednostavni članak u kojemu se za proizvodnju elektriciteta trošio vodik.  Daniell rješava i problem polarizacije, a njegova posljednja otkrića pokazuju da se amalgamiranjem cinka sa živom proizvodi jači napon.
William Grove stvara prvi gorivi članak 1839. godine. Godine 1846. Wilhelm Weber razvija elektrodinamometar, a 1868. Georges Leclanché patentira novi članak, koji će postati preteča prvih baterija za široku upotrebu, tzv. cink-ugljik članak.
Svante Arrhenius je 1884. godine objavio rad Recherches sur la conductibilité galvanique des électrolytes (Ispitivanja galvanske provodljivosti elektrolita). Zaključuje da se elektroliti otopljeni u vodi, u određenoj mjeri razlažu odnosno disociraju na suprotno nabijene, pozitivne i negativne ione.
Godine 1886. Paul Héroult i Charles M. Hall razvijaju Hall–Héroultov postupak dobivanja aluminija elektrolizom taline aluminijeva oksida, na osnovu zakona, koje je postavio Michael Faraday.
Friedrich Ostwald 1894. godine završava značajna ispitivanja vodljivosti i elektrolitske disocijacije organskih kiselina.
Walther Hermann Nernst godine 1888. razvija teoriju elektromotorne sile galvanskog članka, a 1889. godine dokazuje da se svojstva električne struje nastale u članku mogu upotrijebiti za računanje promjene slobodne energije kemijske reakcije članka. Izvodi jednadžbu poznatu kao Nernstova jednadžba, kojom je povezao napon članka i njegova svojstva.
Godine1898. Fritz Haber pokazuje da se u elektrolitičkim procesima s konstantnim naponom katode mogu dobiti točno određeni produkti. Iste je godine objasnio postupak redukcije nitrobenzena na katodi i postavio model za druge, slične redukcijske procese.

### 20. stoljeće
1902. godine osnovano je Elektrokemijsko društvo (The Electrochemical Society (ECS)).
1909. godine Robert Andrews Millikan počinje seriju eksperimenata s ciljem određivanja električnog naboja jednog elektrona.
Godine 1923. Johannes Nicolaus Brønsted i Martin Lowry objavljuju gotovo iste teorije o ponašanju kiselina i baza s elektrokemijskog aspekta.
Arne Tiselius 1937. godine razvija prvu sofisticiranu aparaturu za elektroforezu i 1948. godine dobiva Nobelovu nagradu za svoj rad na elektroforezi proteina. 
Godinu kasnije, 1949., osnovano je Međunarodno elektrokemijsko društvo (The International Society of Electrochemistry (ISE)).
U razdoblju od 1960. – 1970. Revaz Dogonadze sa svojim studentima razvija novu granu elektrokemije kvantnu elektrokemiju.
Marko Branica (1931-2004) radio je na Institutu “Ruđer Bošković” u Zagrebu, gdje je osnovao Laboratorij za fizikalno-kemijske separacije. Bavio se polarografijom i drugim elektrokemijskim metodama i brzo je postao svjestan mogućnosti primjene elektrokemije u okolišnoj kemiji. Tu ideju je ostvario kroz 250 publikacija fokusiranih na elektrokemijski pristup istraživanju kemije mora.

## Osnovni principi

### Redoks reakcije
U elektrokemijske procese spadaju dva tipa reakcija: redoks reakcije u kojima zbog spontanosti procesa dolazi do oslobađanja energije i stvaranja elektriciteta, te procesi u kojima električna struja stimulira kemijsku reakciju. U redoks reakciji dolazi do prijenosa elektrona, što ima za posljedicu promjene oksidacijskih stanja, odnosno električnog naboja atoma ili iona.

### Oksidacija i redukcija
Glavna karakteristika učesnika elektrokemijske reakcije je broj njihovih valentnih elektrona. Oksidacijsko stanje nekog iona predstavlja broj otpuštenih ili primljenih elektrona u odnosu na njegovo neutralno stanje (koje je okarakterizirano oksidacijskim stanjem 0). Ako u tijeku reakcije neki atom ili ion otpušta elektron, njegovo oksidacijsko stanje se poveća. S druge strane, ako čestica primi elektron, njeno oksidacijsko stanje se smanji. U realnoj situaciji, ova dva procesa se uvijek odvijaju zajedno, tj. oksidacija neke čestice je uvijek popraćena redukcijom neke druge čestice.
Reakcija u kojoj dolazi do oksidacije jedne i redukcije druge čestice naziva se redoks reakcija. Kao primjer redoks reakcije može se uzeti reakcija natrija i klora, u kojoj natrij daje elektron, pri čemu postiže oksidacijsko stanje +1. Klor prima elektron i postiže oksidacijsko stanje -1. Predznak ispred vrijednosti oksidacijskog stanja (pozitivno/negativno) odgovara vrsti električnog naboja svakog od iona. Elektrostatsko privlačenje različito nabijenih iona natrija i klora predstavlja ionsku vezu u kristalu natrijevog klorida.
Oksidacija predstavlja gubitak elektrona iz atoma ili molekule, a redukcija primanje elektrona. U slučajevima kada su atomi vezani kovalentnim vezama elektronski par je podijeljen između dva atoma. Negativno oksidacijsko stanje se tada pripisuje atomu koji ima veću vrijednost koeficijenta elektronegativnosti.
Atom, molekula ili ion koji gubi elektrone naziva se reducirajuće sredstvo ili reducens, a čestica koja prima elektrone oksidirajuće sredstvo ili oksidans. Oksidirajuće sredstvo se uvijek reducira, a reducirajuće sredstvo oksidira.
Kod reakcija u kojima sudjeluje kisik, vezanje kisika ukazuje na oksidaciju atoma ili molekule na koju se veže, pri čemu se kisik reducira. U slučaju organskih spojeva, kao npr. butan ili etanol, gubitak vodika ukazuje na oksidaciju molekule iz koje je vodik otišao (vodik je reduciran). Ovo je posljedica činjenice da vodik, prilikom cijepanja veze s drugim nemetalom, odnosi sa sobom jedan elektron. Obrnuto, gubitak kisika ili vezanje vodika na neku česticu predstavlja redukciju te čestice.

### Izjednačavanje redoks reakcija
Elektrokemijske reakcije u vodenom mediju mogu se lakše razumjeti ako se izjednačavaju prema ionsko-elektronskoj metodi, gdje se prilikom izjednačavanja reakcija oksidacije i redukcije u polučlanku dodaju H+ ioni, OH– ioni, H2O i elektroni da bi se kompenzirale promjene oksidacijskog stanja.

#### Kiseli medij
U kiselom mediju se tijekom izjednačavanja ukupne reakcije dodaju H+ ioni i voda u polureakcije u članku.
Na primjer, kada mangan reagira s natrijevim bizmutatom.
Neizjednačena reakcija: Mn2+(aq) + NaBiO3(s) → Bi3+(aq) + MnO4–(aq)
Oksidacija: 4 H2O(l) + Mn2+(aq) → MnO4–(aq) + 8 H+(aq) + 5 e–
Redukcija: 2 e– + 6 H+(aq) + BiO3–(s) → Bi3+(aq) + 3 H2O(l)
Na kraju je ukupna reakcija izjednačena kada se izjednači broj elektrona u obje polureakcije u članku (oksidacije i redukcije), množenjem reakcije oksidacije s brojem elektrona, koji sudjeluju u reakciji redukcije (i obrnuto), te se nakon toga obje polureakcije zbroje.
8 H2O(l) + 2 Mn2+(aq) → 2 MnO4–(aq) + 16 H+(aq) + 10 e–
10 e– + 30 H+(aq) + 5 BiO3–(s) → 5 Bi3+(aq) + 15 H2O(l)
Izjednačena reakcija
14 H+(aq) + 2 Mn2+(aq) + 5 NaBiO3(s) → 7 H2O(l) + 2 MnO4–(aq) + 5 Bi3+(aq) + 5 Na+(aq)

#### Bazični medij
U bazičnom mediju se dodaju OH– ioni i voda u polureakcije u članku da bi se izjednačila ukupna reakcija.
Na primjer, u reakciji kalijevog permanganata i natrijevog sulfita.
Neizjednačena reakcija: KMnO4 + Na2SO3 + H2O → MnO2 + Na2SO4 + KOH
Redukcija: 3 e– + 2 H2O + MnO4– → MnO2 + 4 OH–
Oksidacija: 2 OH– + SO32– → SO42– + H2O + 2 e–
Ukupna reakcija se izjednačava na isti način kao i u kiselom mediju množenjem polureakcija s brojem elektrona, koji sudjeluju u suprotnoj polureakciji, te se nakon toga obje polureakcije zbroje.
6 e– + 4 H2O + 2 MnO4– → 2 MnO2 + 8 OH–
6 OH– + 3 SO32– → 3 SO42– + 3 H2O + 6e–
Izjednačena reakcija
2 KMnO4 + 3 Na2SO3 + H2O → 2 MnO2 + 3 Na2SO4 + 2 KOH

#### Neutralni medij
Primjenjuje se ista metoda izjednačavanja ukupne reakcije kao i u kiselom mediju, na primjer za izjednačavanje potpunog izgaranja propana.
Neizjednačena reakcija: C3H8 + O2 → CO2 + H2O
Redukcija: 4 H+ + O2 + 4 e– → 2 H2O
Oksidacija: 6 H2O + C3H8 → 3 CO2 + 20 e– + 20 H+
Kao i u kiselom i bazičnom mediju, ukupna reakcija se izjednačava množenjem obje polureakcije s brojem elektrona, koji sudjeluju u suprotnoj polureakciji i nakon toga se obje polureakcije zbroje.
20 H+ + 5 O2 + 20 e– → 10 H2O
6 H2O + C3H8 → 3 CO2 + 20 e– + 20 H+
Izjednačena reakcija
C3H8 + 5 O2 → 3 CO2 + 4 H2O

## Elektrokemijski članak
Elektrokemijski članak je uređaj koji proizvodi električnu struju iz energije otpuštene spontanom redoks reakcijom. Ovoj vrsti članka pripadaju Galvanski ili Voltin članak, nazvani po znanstvenicima, Luigiju Galvaniju i Alessadru Volti, koji su tijekom 18. stoljeća provodili eksperimente o kemijskim reakcijama i električnoj struji.
Elektrokemijski članci sastoje se od dvije vodljive elektrode: anode na kojoj se odvija oksidacija i katode na kojoj se odvija redukcija. Između tih elektroda nalazi se otopina, elektrolit, unutar koje se ioni mogu slobodno kretati. Uvjet koji elektroda mora zadovoljavati da bi se koristila u elektrokemijskom članku je vodljivost. Iz tog razloga, kao elektroda se može koristiti bilo koji dovoljno vodljiv materijal. To su primjerice vodljivi metali, poluvodiči, grafit, te vodljivi polimeri.
Galvanski članak sastoji se od dviju različitih metalnih elektroda uronjenih u otopinu elektrolita. Na jednoj elektrodi, anodi, odvija se oksidacija dok se na drugoj, katodi, odvija redukcija. Metal s anode otpušta elektrone, tj. oksidira se, pri čemu iz oksidacijskog stanja 0 prelazi u pozitivno nabijeni ion. Na katodi, ioni metala koji se nalazi u otopini, primaju iste te elektrone i reduciraju se u oksidacijsko stanje 0 (u čvrsto stanje). Taj proces dobivanja metala u čvrstom stanju (oksidacijskog stanja 0), na katodi, naziva se elektrodepozicija. Važan preduvjet za odvijanje elektrodepozicije jest međusobna povezanost elektroda. Naime, da bi protok elektrona s anode na katodu bio moguć, one moraju biti međusobno povezane. Upravo taj protok elektrona jest zapravo električna struja koja se potom može koristiti za rad (npr. za paljenje motora, svjetla, itd.)
Galvanski članak čije su elektrode cink i bakar uronjene u otopine cinkovog sulfata (ZnSO4), tj. bakrovog sulfata (CuSO4), naziva se Daniellov članak. U Daniellovu članku anoda je metal cinka uronjen u otopinu ZnSO4 dok je katoda žica bakra uronjena u otopinu CuSO4. Na anodi se odvija oksidacija (cink gubi elektrone) pri čemu u otopini nastaju pozitivno nabijeni ioni cinka. Elektrone koje je cink otpustio primaju ioni bakra koji se pritom elektrodeponiraju na katodi.
Polureakcije za Daniellov članak su:
Zn elektroda (anoda): 	Zn (s) → Zn2+ (aq) + 2e–
Cu elektroda (katoda):	Cu2+ (aq) + 2e– → Cu (s)
Budući da se u ovoj vrsti članka protok elektrona, a time i proizvodnja električne struje odvijaju spontano, članak zapravo predstavlja jednostavnu bateriju. Primjenom određenog potencijala moguće je istu reakciju provesti u suprotnom smjeru. U tom slučaju doći će do elektrodepozicije metalnog cinka na anodi dok će ioni bakra nastati na katodi.
Da bi se bilo koja od ovih reakcija mogla realizirati, neophodno je da otopine budu međusobno odvojene. U protivnome, ioni bakra direktno će reagirati s cinkom:
Cu2+ (aq) + Zn (s)→ Cu (s) + Zn2+ (aq)
Isto tako, da bi se zatvorio električni krug, otopine moraju biti povezane vodljivim medijem koji s jedne strane omogućuje protok iona između elektroda, dok s druge pak ne dozvoljava miješanje elektrolita. Taj uvjet moguće je zadovoljiti primjerice elektrolitnim mostom. Najjednostavniji oblik elektrolitnog mosta je U-cijev koja se sastoji od inertne otopine elektrolita (npr. KCl ili NH4NO3) čiji ioni ne reagiraju s drugim ionima iz otopine ili pak s elektrodama. Koristi li se u elektrolitnom mostu primjerice otopina KCl-a, tijekom odvijanja redoks reakcije (Jednadžba 1), elektroni će preko žice putovati od anode (Zn elektroda) do katode (Cu elektroda), kationi iz otopine (Zn2+, Cu2+ i K+) prema katodi, a anioni (SO42– i Cl–) prema anodi. Protok kationa i aniona odvije se preko solnog mosta. Bez njega bi došlo do nakupljanja pozitivnog naboja u anodnom dijelu, tj. negativnog naboja u katodnom dijelu što bi vrlo brzo onemogućilo rad članka.
Razlog protjecanja električne struje od anode prema katodi je u razlici njihovih električnih potencijala. Tu razliku moguće je mjeriti voltmetrom. 
Galvanski članak moguće je prikazati i shematski. Primjerice, shematski prikaz Daniellova članka, uz pretpostavku da koncentracije Zn2+ i Cu2+ iznose 1 mol dm−3 (1 M) je:
Zn (s) | Zn2+ (1M) ||Cu2+ (1 M) | Cu (s)
Prvo se piše reducirani oblik metala koji se oksidira na anodi (Zn). Vertikalna linija kojom je Zn (s) odvojen od oksidiranog oblika (Zn2+) predstavlja granicu faza (promjenu oksidacijskog stanja). Dvostruka vertikalna linija predstavlja elektrolitni most. Isto tako, oksidirani oblik metala koji se reducira na katodi (Cu2+) odvojen je drugom vertikalnom linijom od reduciranog oblika (Cu). Budući da su koncentracije elektrolita vrlo važne prilikom određivanja potencijala članka, one su također naznačene u shematskom prikazu.

## Standardni elektrodni potencijal
Predviđanja potencijala članka mogu se napraviti uporabom tablica standardnih elektrodnih potencijala, koje su dostupne u literaturi. Potencijali dani u tim tablicama, određeni su u odnosu na standardnu vodikovu elektrodu (SVE), a njihove se vrijednosti odnose na polureakcije redukcije. Potencijal standardne vodikove elektrode se odnosi na sljedeću reakciju:
2 H+(aq) + 2 e– → H2
koja je također prikazana kao redukcijska reakcija, no to ne isključuje anodno ponašanje SVE, ovisno o oksidacijskom/redukcijskom potencijalu drugog sustava elektroda/elektrolit. Standardna vodikova elektroda predstavlja onu vodikovu elektrodu kojoj se plinoviti vodik dovodi pod tlakom od 1 bara u elektrolit, gdje je aktivitet H+ iona jednak 1. U elektrolit je uronjena elektroda od platinizirane platine.
Standardna vodikova elektroda se može preko solnog mosta povezati s bilo kojom drugom elektrodom. Ako se druga elektroda također nalazi u standardnim uvjetima, onda izmjereni potencijal članka predstavlja standardni elektrodni potencijal te elektrode, jer je potencijal standardne vodikove elektrode prema dogovoru jednak 0,000 V. Polarnost standardnog elektrodnog potencijala daje informaciju o relativnom redukcijskom potencijalu elektrode, koja je spojena na SVE. Ako elektroda, u odnosu na SVE ima pozitivan potencijal, tada ona predstavlja reducirajuću elektrodu, pri čemu se SVE ponaša kao anoda (primjer je Cu u vodenoj otopini CuSO4 čiji potencijal iznosi 0,337 V). Obrnuto, ako je mjereni potencijal negativan, elektroda je oksidirajuća u odnosu na SVE (kao, na primjer Zn u ZnSO4  čiji potencijal iznosi -0,763 V).
Vrijednosti standardnih elektrodnih potencijala se, prema dogovoru, odnose na redukcijske potencijale. Ipak, redoks reakcije su reverzibilne i uloga određene elektrode u članku ovisi o relativnom redoks potencijalu i jedne i druge elektrode. Oksidacijski potencijal određene elektrode je negativna vrijednost redukcijskog potencijala. Standardni potencijal članka može biti određen razmatranjem standardnih elektrodnih potencijala obje elektrode (tzv. polureakcija članka). Manja vrijednost elektrodnog potencijala predstavlja anodu, odnosno reakciju oksidacije. Potencijal članka se računa kao suma redukcijskog potencijala katode i oksidacijskog potencijala anode.
E°članka = E°red (katode) – E°red (anode) = E°red (katode) + E°oksi (anode)
Na primjer, standardni elektrodni potencijal bakrove elektrode je:
Prikaz članka
Pt (s) | H 2 (1 atm) | H + (1 M) || Cu 2+ (1 M) | Cu(s)
E°članka = E°red (katode) – E°red (anode)
Pri standardnim temperaturi, tlaku i aktivitetima iona, elektromotorna sila članka (mjerena multimetrom) iznosi 0,34 V. Kako je elektrodni potencijal SVE nula, bakar predstavlja katodu, a SVE anodu, pa je potencijal članka:
E članka = E°(Cu2+/Cu) – E° (H+/H2)
Odnosno, jednak je elektrodnom potencijalu redoks para Cu2+/Cu
E° (Cu2+/ Cu) = 0,34 V
Promjene stehiometrijskih koeficijenata izjednačene reakcije u članku, ne utječu na vrijednost E°red, jer standardni elektrodni potencijal predstavlja intenzivnu veličinu.

## Spontanost odvijanja redoks reakcija
Tijekom rada galvanskog članka kemijska energija prelazi u električnu energiju. Količina pretvorene energije se matematički može izraziti kao umnožak elektromotorne sile članka i naboja, koji je prošao kroz vanjski strujni krug.
Električna energija = E članka Q trans
gdje je Ečlanka  elektromotorna sila članka izražena u voltima  (V) i  Qtrans je umnožak struje članka izražene u amperima (A) i vremena rada članka izraženog u sekundama, što predstavlja količinu naboja izraženog u Coulombima (C).  Qtrans  se također može izračunati množenjem ukupnog broja izmijenjenih elektrona (izraženog u molovima) i Faradayeve konstante (F = 96485 C/mol).
Elektromotorna sila članka pri nultoj struji predstavlja maksimalnu moguću elektromotornu silu. Koristi se za računanje maksimalne električne energije, koja se može dobiti kemijskom reakcijom. Ova energija se često predstavlja kao električni rad i izražava se sljedećom jednadžbom:
Wmaks = Welektrični = –n F•Ečlanka
gdje je rad definiran kao pozitivan, tj. rad koji se vrši nad sustavom.
Budući da Gibbsova energija predstavlja maksimalnu količinu rada, koja se može dobiti od sustava, vrijedi sljedeća relacija:
ΔG = –n F•Ečlanka
Kada članak ima pozitivan potencijal, promjena Gibbsove energije je negativna. Ovo je u skladu s činjenicom da članak proizvodi električnu struju, koja teče od katode prema anodi kroz vanjski strujni krug. Ako se narine vanjski potencijal, struja će teći u obrnutom smjeru. U tom se slučaju, nad sustavom vrši rad, a proces koji se odvija naziva se elektroliza.
Spontana elektrokemijska reakcija (negativna promjena Gibbsove energije), može se koristiti za proizvodnju električne struje, ako se odvija u elektrokemijskoj ćeliji. Ovo je osnova svih baterija i gorivih ćelija. Na primjer, plinoviti kisik (O2) i vodik (H2) reagiraju u gorivoj ćeliji dajući vodu i energiju u obliku topline i električne energije.
Obrnuto, elektrokemijske reakcije, koje nisu spontane, mogu se odvijati ako se ćeliji dovede vanjska struja dovoljno jakog napona. Tipičan primjer je elektroliza vode, pri čemu nastaju plinoviti vodik i kisik.
Veza između ravnotežne konstante, K,  i Gibbsove slobodne energije izražava se kao:
ΔG° = –RT ln(K) = –n F•E°članka
Sređivanjem izraza dobije se relacija između standardnog elektrodnog potencijala i ravnotežne konstante
E°ćelije = (R T / n F) ln K
Kada se u gornju jednadžbu uvrste sve konstante (R=8,314 J/mol K; F=96485 C/mol i T=298,15 K), te se prirodni logaritam svede na dekadski, dobije se:
E°ćelije = (0,0592 V / n) log K

## Ovisnost elektromotorne sile članka o promjenama koncentracije

### Nernstova jednadžba
Standardni potencijal elektrokemijske ćelije zahtjeva standardne uvjete(c = 1M, tj. a = 1) za sve reaktante. Kada se koncentracije reaktanata razlikuju od standardnih uvjeta, potencijal članka će se razlikovati od standardnog potencijala. U 20. stoljeću, njemački kemičar Walther Hermann Nernst predložio je matematički model za određivanje utjecaja koncentracije reaktanta na elektrokemijski potencijal članka.
Na kraju 19. stoljeća Josiah Willard Gibbs formulirao je teoriju pomoću koje je moguće predvidjeti je li kemijska reakcija spontana, temeljenu na slobodnoj energiji
ΔG = ΔG° + RT × ln(Q)
Gdje je ΔG promjena slobodne Gibbsove energije, T je apsolutna temperatura, R je standardna plinska konstanta (8,3145 J/Kmol) i Q je reakcijski koeficijent.
Glavni Gibbsov doprinos jest formaliziranje razumijevanja efekta koncentracije reaktanta na spontanost reakcije.
Polazeći od Gibbsovog rada, Nernst je proširio teoriju kako bi uključio doprinos električnog potencijala na nabijene vrste. Kao što je pokazano u prethodnom poglavlju, promjena slobodne Gibssove energije za elektrokemijsku je ćeliju povezana s potencijalom ćelije. Zbog toga, Gibbsova teorija postaje:
nFΔE = nFΔE° – RT × ln(Q)
Gdje je n broj elektrona/mola produkta, F je Faradayeva konstanta (kulon/mol), a ΔE je potencijal ćelije
Na posljetku, Nernst je jednadžbu podijelio količinom prenesenog naboja (nF) te tako došao do novog izraza koji sada nosi njegovo ime:
ΔE = ΔE° – (RT/nF) × ln(Q)
Uz standardne uvjete (T = 298 K) i uvrštavanjem standardne plinske konstante (R = 8,3145 J/Kmol), Nernstova se jednadžba može izraziti i u logaritamskom obliku:
ΔE = ΔE° – (0,05916V/n) × log(Q)

### Koncentracijski članci
Koncentracijski članak je elektrokemijski članak koji sadrži dvije elektrode od istog materijala, elektroliti dva polučlnaka sastavljeni su od istih iona, no koncentracije elektrolita dva polučlanka se razlikuju.
Primjerice, elektrokemijski članak gdje su dvije bakrene elektrode uronjene u dvije otopine bakrova(II)sulfata čije su koncentracije 0.05M i 2.0M i koje su povezane solnim mostom. Ovakav tip članka proizvodi potencijal koji se može predvidjeti Nernstovom jednadžbom. Na obje elektrode događaju se iste kemijske reakcije (iako se reakcija na katodi događa u obrnutom smjeru)
Cu2+(aq) + 2 e- → Cu(s)
Le Chatelierovo načelo govori kako će s porastom koncentracije Cu2+ iona redukcija biti preferiranija reakcija. Redukcija će se događati u odjeljku članka gdje je koncentracija viša, a oksidacija u odjeljku članka niže koncentracije.
Sljedeći dijagram opisuje spomenuti članak:
Cu(s) | Cu2+ (0.05 M) || Cu2+ (2.0 M) | Cu(s)
Gdje su reakcije koje se događaju na elektrodama:
- Anoda (oksidacija): Cu(s) → Cu2+ (0.05 M) + 2 e-
- Katoda (redukcija): Cu2+ (2.0 M) + 2 e- → Cu(s)
- Ukupna reakcija: Cu2+ (2.0 M) → Cu2+ (0.05 M)

EMF članka može se izračunati Nernstovom jednadžbom:
E = E° - (0,05916V/2) log ( [Cu2+]razrijeđeno/[Cu2+]koncentrirano )

Standardni elektrodni potencijal (E°) ovakvog članka je nula, jer su elektrode i ioni jednaki u obja polučlanka. Kada se u jednadžbu uvrste podatci za gore opisani članak, moguće je izračunati potencijal članka:
E = 0 - (0,05916V/2) log (0,05/2,0) = 0,0474V
ili:
E = 0 - (0,0257V/2) ln (0,05/2,0) = 0,0474V
No potrebno je uzeti u obzir da je ovaj rezultat približno točan, jer je reakcijski koeficijent definiran preko ionskih aktiviteta koji se mogu aproksimirati iz koncentracija, kako je izračunato ovdje.
Nernstova jednadžba igra važnu ulogu u razumijevanju električnih efekata u stanicama i organelima. Takvi efekti uključuju živčane sinapse te srčani ritam, kao i mirujući potencijal somatskih stanica.

## Baterije
Baterija je sastavljena od nekoliko ćelija, a koristi se za opskrbu električnom energijom koja je kemijski uskladištena. Izraz baterija često se krivo koristi kako bi se opisala samo jedna ćelija.
U bateriji, ćelije su obično žice spojene serijski kako bi omogućile što veći napon, ali su ponekad spojene i paralelno, kako bi se omogućila što viša struja. Baterije su optimizirane da proizvode konstantnu električnu energiju što je dulje moguće. Iako su ćelije o kojima je bilo govora prije korisne u teoretske svrhe te laboratorijske eksperimente, veliki unutarnji otpor slanog mosta čine ih vrlo neprikladnim baterijama. Komercijalizirane su razne alternativne baterijske tehnologije, o čemu slijedi više.

### Suhi članak
Suhe ćelije nemaju tekući elektrolit, već koriste vlažnu elektrolitnu pastu. Cink - ugljik Leclancheova ćelija dobar je primjer suhe ćelije kod koje je anoda posuda od cinka okružena tankim slojem manganovog dioksida i vlažne elektrolitne paste amonijevog klorida i cinkovog klorida pomiješane sa škrobom. Katoda ove ćelije je ugljikova poluga umetnuta u elektrolit, najčešće smještena u sredini.
Pojednostavljene polureakcije Lechlancheove ćelije:
Anoda: Zn(s) → Zn2+(aq) + 2 e–
Katoda: 2 NH4+(aq) + 2 MnO2(s) + 2 e– → Mn2O3(s) + 2 NH3(aq) + H2O(l)
Ukupna reakcija: Zn(s) + 2 NH4+(aq) + 2 MnO2(s) → Zn2+(aq) + Mn2O3(s) + 2 NH3(aq) + H2O(l)
Napon postignut cink – ugljik baterijom je oko 1,5 V.

### Živina baterija
Ova baterija pojavila se ranih 1940-tih. Živina baterija ima mnoge primjene u medicini i elektronici. Baterija se sastoji od čelične posude cilindričnog oblika koja služi kao katoda, dok je amalgamirana cinkova anoda okružena jakim lužnatim elektrolitom i pastom cinkova oksida i živa(II)oksida.

### Olovno-kisela baterija
Olovna kisela baterija koristi se u automobilima, a sastoji se od seta šest identičnih ćelija posloženih serijski. Svaka ćelija ima olovnu anodu i katodu napravljenu od olovo dioksida pakiranog u metalne diskove. Katoda i anoda uronjene su u otopinu sulfatne kiseline koja služi kao elektrolit.
Polureakcije olovne kisele baterije:
Anoda: Pb(s) + SO42–(aq) → PbSO4(s) + 2 e–
Katoda: PbO2(s) + 4 H+(aq) + SO42–(aq) + 2 e– → PbSO4(s) + 2 H2O(l)
Ukupna reakcija: Pb(s) + PbO2(s) + 4 H+(aq) + 2 SO42–(aq) → 2 PbSO4(s) + 2 H2O(l)
U standardnim uvjetima, svaka ćelija može proizvesti napon od 2 V, tako da je ukupni proizvedeni napon 12 V. Ove baterije razlikuju se od živinih i cink – ugljikovih baterija po tome što ih je moguće puntit. Ako na bateriju narinemo vanjski napon, doći će do elektrolize produkata ukupne reakcije (pražnjenje) i obnavljanja početnih sastojaka koji su omogućili da baterija radi.

### Litijska punjiva baterija
Umjesto vodenog elektrolita ili vlažne elektrolitne paste, baterije krutog stanja koriste kruti elektrolit. Litijeve polimerne baterije primjer su takvih baterija: grafitna poluga služi kao anoda, dok je poluga litijevog kobaltata katoda, a polimer, nabubren zbog litijevih soli, dopušta prolaz iona te služi kao elektrolit. U ovoj ćeliji ugljik u anodi reverzibilno može prijeći u litij-ugljikovu slitinu. Kod pražnjenja, litijevi ioni spontano napuštaju litij kobaltatnu katodu i putuju kroz polimer u ugljikovu anodu stvarajući slitinu. Upravo je tok pozitivnih litijevih iona električna struja baterije. Puneći ćeliju, litij prestaje činiti slitinu i putuje natrag na katodu. Prednost ovakvih vrsta baterija je da litij ima visoku negativni standardni redukcijski potencijal. Također, litij je lak metal pa je zbog toga potrebno manje litija da bi se proizveo 1 mol elektrona. Litijeve baterije imaju široku primjenu u prijenosnim elektronskim uređajima zbog visoke gustoće skladištenja energije i zbog toga što se mogu puniti. Ova tehnologija mogla bi se primijeniti u budućim automobilnim aplikacijama, s novim materijalima kao što su željezovi fosfati i litijevu vanadati.

### Protočna baterija
Većina baterija sadrži sav elektrolit i elektrode unutar jednog kućišta. Protočna baterija je neobična zbog toga što je glavnina elektrolita, uključujući i otopljene reaktivne vrste, smještena u različitim odjeljcima. Elektroliti se pumpaju kroz reaktor koji sadrži elektrode, kada se baterija puni ili prazni. Zato što su elektrode očuvane, a elektrolit izgara, "protočnu bateriju" je bolje opisati kao reverzibilnu gorivu ćeliju.
Ovakav tip baterija obično se koristi za pohranjivanje velikih količina energije (kWh – multi MWh). Od nekoliko tipova koji su razvijeni, neke su trenutno od komercijalnog interesa, uključujući i željezo/krom protočnu bateriju, vanadij redoks bateriju i cink – brom protočnu bateriju.

### Gorive ćelije
Dobivanje električne energije sagorijevanjem fosilnih goriva je ne djelotvoran proces. Na taj način moguće je pretvoriti maksimalno 40% kemijske energije fosilnih goriva u električnu energiju, u najdjelotvornijim termoelektranama.
Da bi se unaprijedila proizvodnja električne struje, razvijene su tzv. gorive ćelije u kojima je sagorijevanje zamijenjeno elektrokemijskim metodama. Princip rada gorivih ćelija ne razlikuje se previše od rada ostalih baterija, osim što je potrebno konstantno obnavljanje potrošenih reaktanta.
Primjer najpoznatije gorive ćelije, je kisik-vodik ćelija, u kojoj su dvije inertne elektrode (porozne elektrode od nikla i niklovog oksida) uronjene u otopinu elektrolita (npr. vrući kalijev hidroksid), dok se u katodni i anodni prostor uvode plinoviti vodik i kisik.
Polureakcije koje opisuju navedenu gorivu ćeliju su:
Anoda: 2H2(g) + 4OH-(aq) → 4H2O(l) + 4e-
Katoda: O2(g) + 2H2O (l) + 4e- → 4OH-(aq)
Ukupna reakcija: 2H2(g) + O2(g) → 2H2O(l)
Ukupna reakcija je identična reakciji sagorijevanja vodika. Oksidacija i redukcija se odvijaju odvojeno na anodi i katodi. Ovaj proces je sličan procesu koji se odvija u ćeliji za mjerenje standardnog redukcijskog potencijala, gdje elektroda ima dvije uloge: da djeluje kao električni vodič čime osigurava površinu potrebnu za razgradnju molekula na atome prije prijenosa elektrona. Ovakve osobine imaju elektrode od platine, nikla i rodija, a nazivaju se elektrokatalizatori.
Temeljem gorivih ćelija i spremnika s vodikom 2016. pušteni su u redovni promet potpuno električni automobili koji dakle ne koriste baterije kao izvor električne energije.[nedostaje izvor]

## Korozija
Korozija, u širem smislu, podrazumijeva raspadanje materijala (npr. trošenje metala) pod određenim uvjetima, zbog odgovarajuće kemijske (elektrokemijske) reakcije uz nastajanje korozivnih produkata. Korozija koja se često susreće je korozija željeza, a javlja se u formi crvenkaste hrđe. Drugi oblici korozije su npr. crna patina na srebru i crvena ili zelena patina na bakru i njegovim legurama, kao što je bronca. Za saniranje/ uklanjanje posljedica korozije te zamjenu korodiranih metala, potroši se više milijardi dolara svake godine, u svijetu.

### Korozija željeza
Da bi došlo do pojave hrđe, željezo mora biti u kontaktu s kisikom i vodom. Kemijske reakcije koje se odvijaju tijekom ovog procesa su relativno složene i nisu u potpunosti objašnjene. Međutim, pretpostavljeni mehanizam korozije željeza odvija se na sljedeći način:
Prijenos elektrona (redukcija-oksidacija)
•Određeno područje na površini metala djeluje kao anoda tj. mjesto na kojem dolazi do oksidacije, odnosno otpuštanja elektrona s površine metala- korozija.
Fe(s) → Fe2+(aq) + 2e-
•Otpušteni elektroni reduciraju atmosferski kisik otopljen u vodi, pri čemu nastaju hidroksidni ioni. Ti se dijelovi površine željeza (na kojima se odvija ovaj proces) ponašaju kao katoda.
O2(g) + 2H2O(l) + 4e- → 4OH-(l)
•Ukupna reakcija ovog procesa je:
2Fe(s) + O2(g) + 2H2O(l)  → 2Fe2+(aq) + 4OH-(aq)
Nastali Fe2+ ioni (iz gornje jednadžbe) se dalje oksidiraju:
4Fe2+(aq) + O2(g) + (2)H2O(l) → 4Fe3+(aq) + 4OH-(aq)
Za kratko vrijeme taloži se netopljivi željezov(III) hidroksid, Fe(OH)3, koji isparavanjem vode postaje hidratizirani željezov(III) oksid, poznat kao hrđa. Količina vode u hidratiziranom željezovom(III) oksidu varira, zbog čega je predstavljen formulom Fe2O3 .xH2O. Kada počne transfer elektrona i iona uspostavlja se električni krug. Ako se željezo nalazi u elektrolitnom mediju (npr. u slanoj vodi) oksidacija, odnosno korozija se ubrzava.

### Korozija aluminija
Aluminij, kao i neki drugi metali (npr. titanij), u kontaktu sa zrakom trenutno stvaraju tanki sloj/ film oksida na svojoj površini, a proces se naziva pasivacija. Nastali sloj oksida je kompaktan i štiti metal od daljnje korozije. Ovakvi metali se upotrebljavaju za izradu određenih konstrukcija u kojima je zaštita od korozije jako bitan faktor. Željezov(III) oksid, za razliku od aluminijevog oksida, ne stvara kompaktnu prevlaku i stoga ne štiti željezo od daljnje korozije-oksidacije. Iz tog razloga željezo korodira sve dok se potpuno ne potroši.

### Korozija plemenitih metala
Plemeniti metali, kao što su bakar i srebro, također polako vremenom korodiraju. Pri standardnoj temperaturi i tlaku, pod utjecajem vode i ugljikovog dioksida (iz zraka), na površini bakra se stvara zeleno-plava patina bakrov(II) karbonat. Na srebrnim novčićima ili posuđu koje je u kontaktu s hranom koja ima visok sadržaj spojeva sumpora (kao npr. jaja) dolazi do pojave crnog sloja srebrovog sulfida.
Zlato i platina su izrazito otporni na koroziju. Da bi došlo do njihove oksidacije moraju se izložiti utjecaju najjačih oksidansa, kao što je zlatotopka (kraljevska vodica, aqua regia).

### Zaštita od korozije
Pojave anodnih područja (lokaliteta) na površini metala dovode do narušavanja njegove strukture. Dva su pristupa sprječavanju stvaranja anodnih lokaliteta:

#### Zaštita od korozije presvlakom
Sprječavanje pojave anodnih i katodnih područja na površini metala u praksi je nemoguće. Jedan od načina zaštite, uključuje presvlačenje metala nekim neprovodnim materijalom (izolatorom) ili bojom, čime se sprječava kontakt metala i elektrolita. Da bi se metal zaštitio, neprovodna prevlaka mora biti nanesena preko cijele površine metala. Ogrebotine na zaštitnoj presvlaci omogućuju kontakt metala ispod nje s korozivnom okolinom, pri čemu dolazi do korozije metala.
Drugi način prevencije korozije presvlakom je tzv. pasivacija. Određeni metal ili legura, kao npr. željezo ili čelik, presvlači se tankim slojem kositra. Kositar brzo korodira stvarajući tanki film oksida koji sprječava njegovu daljnju koroziju, tj. pasivira ga. Zaštitni sloj kositra sprječava kontakt metala i elektrolita te ga na taj način štiti. Ako je sloj kositra ogreben, željezo postaje anoda i brzo korodira.

#### Anodna zaštita metala
Uobičajeni način zaštite metalne konstrukcije predstavlja povezivanje metala s nekim drugim metalom koji se lakše oksidira. Na taj način, metal koji se štiti postaje katoda, te dolazi do sprječavanja korozije. Metal koji je spojen kao anoda s vremenom se troši i mora se mijenjati.
Primjer anodne zaštite je zaštita željeznog brodskog trupa povezivanjem sa šipkama od cinka. Cink se lakše oksidira od željeza pa se u ovom slučaju ponaša kao anoda, a željezni trup kao katoda. Šipke od cinka se troše, pa se moraju periodično mijenjati. Za anodnu zaštitu se, osim cinka mogu upotrebljavati i drugi metali kao što je magnezij, međutim cink je najčešći zbog relativno niske cijene.
Anodnom zaštitom se štite i cjevovodi, bilo da su pod zemljom ili iznad zemlje. Šipka od magnezija ili cinka se zakopava pored cijevi i veže žicom za dio cijevi koji je iznad zemlje. Na ovaj način cijev postaje katoda, što onemogućava njenu koroziju. Anodne šipke se mijenjaju periodično.

## Elektroliza
Spontane redoks reakcije u običnoj bateriji (u npr. Daniellovom članku) daju elektricitet zbog razlike kemijskih potencijala katode i anode u elektrolitu. No, za elektrolizu je potreban vanjski izvor električne energije, za induciranje kemijske reakcije, a navedeni proces se odvija u elektrolitičkoj ćeliji.

### Elektroliza taline natrijevog klorida
Talina natrijevog klorida se može elektrolizirati, pri čemu nastaju elementarni natrij i elementarni klor. U industriji se za navedeni proces koristi posebna ćelija, koja se naziva Downova ćelija. Ćelija je povezana s električnim izvorom struje, što omogućava gibanje elektrona od vanjskog izvora napona do elektrolitičke ćelije.
U Downovoj ćeliji se odvijaju sljedeće reakcije:
- Anoda (oksidacija): 2 Cl– → Cl2(g) + 2 e–
- Katoda (redukcija): 2 Na+(l) + 2 e– → 2 Na(l)
- Ukupna reakcija: 2 Na+ + 2 Cl–(l) → 2 Na(l) + Cl2(g)

Navedenim procesom se mogu dobiti velike količine elementarnog natrija i klora, te on ima široku primjenu u elektrolitičkom presvlačenju minerala i metalurškoj industriji.
Elektromotorna sila (EMF) navedenog procesa iznosi približno −4 V što upućuje na (vrlo) ne-spontan (prisilan) proces. Da bi se mogla provesti elektroliza taline natrijevog klorida, vanjski izvor struje mora osigurati potencijal u minimalnom iznosu od 4 V. U slučaju da se želi ubrzati navedena reakcija, moraju se osigurati veće vrijednosti potencijala.

### Elektroliza vode
Primjenom vanjskog izvora napona, procesom elektrolize vode, voda se razlaže na vodik (H2) i kisik (O2). Voda ne disocira spontano na vodik i kisik, jer pri standardnim uvjetima Gibbsova slobodna energija navedenog procesa iznosi 474,4 kJ/mol (radi se o endotermnom procesu). Iz tog se razloga elektroliza vode provodi u elektrolitičkoj ćeliji, koja se sastoji od dvije inertne elektrode (obično platinske) uronjene u vodu, koje služe kao anoda i katoda u procesu elektrolize. Elektroliza počinje primjenom vanjskog izvora napona između elektroda u prisustvu elektrolita (npr. natrijevog klorida (c = 0,1M) ili sumporne kiseline (c = 0,1M)) ili dovođenjem iznimno velike količine napona (ako se ne koristi elektrolit).
Razvijanje plinova uzrokuje nastanak mjehurića, koji se mogu vidjeti oko obje elektrode. Sljedeće polureakcije opisuju gore navedene procese:
- Anoda (oksidacija): 2 H2O(l) → O2(g) + 4 H+(aq) + 4 e–
- Katoda (redukcija): 2 H2O(g) + 2 e– → H2(g) + 2 OH–(aq)
- Ukupna reakcija: 2 H2O(l) → 2 H2(g) + O2(g)

Iako se u aparatu mogu koristiti jake kiseline, ukupna količina kiseline se ne mijenja tijekom elektrolize. Navedena reakcija se može odvijati na bilo kojoj vodljivoj elektrodi pri dovoljno visokim potencijalima, no platina katalizira nastanak i vodika i kisika, te omogućava primjenu manjih napona (~2 V ovisno o pH).

### Elektroliza vodenih otopina
Elektroliza vodenih medija podrazumijeva slične procese kao u elektrolizi vode. No, radi se o složenijem procesu, jer se komponente otopine moraju analizirati preko polureakcija, neovisno o tome da li se radi o procesu oksidacije ili redukcije.

#### Elektroliza otopine natrijevog klorida
Prisustvo vode u otopini natrijevog klorida, mora se analizirati s obzirom na procese oksidacije i redukcije, koji se odvijaju na elektrodama. Obično elektrolizom vode nastaju plinoviti kisik (na anodi) i vodik (na katodi). Natrijev klorid disocira u vodi na Na+ i Cl– ione. Kation, koji je pozitivni ion, se može na katodi (-) reducirati u elementarni natrij, a anion, negativni ion, se može na anodi (+) oksidirati u elementarni klor.
Sljedeće polureakcije prikazuju navedene procese:
1. Katoda: Na+(aq) + e– → Na(s)     E°red = –2,71 V
2. Anoda: 2 Cl–(aq) → Cl2(g) + 2 e–     E°red = +1,36 V
3. Katoda: 2 H2O(l) + 2 e– → H2(g) + 2 OH–(aq)    E°red = –0,83 V
4. Anoda: 2 H2O(l) → O2(g) + 4 H+(aq) + 4 e–    E°red = +1,23 V
Reakcija 1 ima najnegativniji standardni redukcijski potencijal, pa je termodinamički najnepovoljnija (ne odvija se).
Usporedbom reakcija 2 i 4, vidljivo je da je povoljnija reakcija redukcije klora. Budući da je redukcija klora energijski povoljniji proces, očekivana reakcija oksidacije je oksidacija vode pri čemu nastaju kisik i vodikovi ioni. Usprkos tome, eksperimentalni podaci ukazuju na nastanak plinovitog klora, a ne kisika.
Iako je početna analiza točna, može se pojaviti utjecaj prenapona (overvoltage effect). Ponekad je potreban dodatni potencijal, iznad napona predviđenog za standardni potencijal ćelije (E°ćelije). To može ući u kinetička, a ne u termodinamička razmatranja. Dokazano je da je energija aktivacije za kloridne ione vrlo niska, što upućuje na lakše odvijanje reakcije oksidacije kloridnih iona u elemetarni klor. Pojednostavljeno rečeno, iako je primijenjeni potencijal dovoljan za odvijanje reakcije elektrolize, brzina reakcije je toliko spora, da se proces ne može završiti u razumnom vremenskom roku, pa se mora povećati vanjski izvor napona (prenapon).
Na kraju, reakcija 3 je povoljna i tom reakcijom redukcijom vode nastaju OH– ioni.
Ukupna reakcija za elektrolizu vodene otopine natrijevog klorida u skladu s gore navedenim razmatranjima glasi:
- Anoda (oksidacija): 2 Cl–(aq) → Cl2(g) + 2 e–
- Katoda (redukcija): 2 H2O(l) + 2 e– → H2(g) + 2 OH–(aq)
- Ukupna reakcija: 2 H2O + 2 Cl–(aq) → H2(g) + Cl2(g) + 2 OH–(aq)

Ukupna reakcija pokazuje da se koncentracija kloridnih iona smanjuje, dok se koncentracija OH– iona povećava. Također nastaju i plinoviti vodik i klor, te vodena otopina natrijevog hidroksida.

### Kvantitativna elektroliza i Faradayevi zakoni
Kvantitativnim aspektima elektrolize se 1834. godine bavio Michael Faraday. Faraday je također definirao termine poput elektrolita, elektrolize, te mnoge druge pojmove tijekom rada na kvantitativnoj analizi elektrokemijskih reakcija. On je također bio zagovornik 1. zakona termodinamike, tj. zakona o očuvanju energije.

#### Prvi Faradayev zakon
Faraday je provodio eksperimente vezane za električnu struju u ne-spontanim (prisilnim) procesima, te je zaključio da je masa produkata izlučenih na elektrodama proporcionalana vrijednosti struje, koja je prolazila kroz ćeliju, duljini vremenskog intervala u kojem je struja prolazila kroz sustav i molarnoj masi ispitivane tvari. Drugim riječima, količina tvari koja se izluči na svakoj od elektroda u elektrolitičkoj ćeliji direktno je proporcionalna količini elektriciteta, koji je prošao kroz ćeliju.
Ispod je pojednostavljena jednadžba prvog Faradayevog zakona:

{\displaystyle m\ =\ {1 \over 96485\ \mathrm {(C\cdot mol^{-1})} }\cdot {QM \over n}}
Gdje je:
m    masa tvari koja se izluči na elektrodama (izražena u gramima),
Q    ukupna količina naboja, koja je prošla kroz otopinu (izražena u coulombima),
n    nabojni broj iona u otopini (izražen u elektronima po ionu),
M    molarna masa tvari (izražena u gramima po molu).

#### Drugi Faradayev zakon
Faraday je izveo zakone o elektrokemijskoj elektrodepoziciji metala iz otopine 1857. Formulirao je drugi zakon elektrolize na sljedeći način "the amounts of bodies which are equivalent to each other in their ordinary chemical action have equal quantities of electricity naturally associated with them." Drugim riječima, količine različitih elemenata, koje izluči jednaka količina elektriciteta su u omjeru njihovih ekvivalentnih masa.
Važan aspekt drugog zakona elektrolize je elektrolitičko presvlačenje, koje zajedno s prvim zakonom elektrolize ima značajnu primjenu u industriji  (npr. za sprječavanje korozije kod metala).

## Primjena elektrokemije
Postoje različiti vrlo važni elektrokemijski procesi i u prirodi i u industriji poput presvlačenja različitih predmeta metalima ili metalnim oksidima (npr. pozlaćivanje), te detekcija alkohola u krvi pijanih vozača preko redoks reakcije etanola. Generiranje kemijske energije procesom fotosinteze je također elektrokemijski proces, kao i proizvodnja metala poput aluminija i titana iz njihovih ruda. Pojedini mjerači šećera u krvi mjere količinu glukoze u krvi preko njenog redoks potencijala.
Živčani impulsi u neuronima su bazirani na struji, koja nastaje gibanjem natrijevih i kalijevih iona unutar i izvan stanica, a određene životinje poput jegulje mogu generirati visoki napon iz određenih stanica, te na taj način mogu onesposobiti puno veće životinje.

## Literaturna vrela
- Richard P. Olenick, Tom M. Apostol, David L. Goodstein Beyond the mechanical universe: from electricity to modern physics, Cambridge University Press (1986) ISBN 052130430X, p. 160
- R. Hellborg Electrostatic accelerators: fundamentals and applications (2005) ISBN 3540239839 p. 52
- Steven Weinberg The discovery of subatomic particles Cambridge University Press (2003) ISBN 052182351X, p. 15
- J. A. M. Bleeker, Johannes Geiss, M. Huber The century of space science, Volume 1, Springer (2001) ISBN 0792371968 p. 227
- John Robert Norris, Douglas W. Ribbons Methods in microbiology, Volume 6, Academic Press (1972) ISBN 0125215460 p. 248
- Frederick Collier Bakewell Electric science; its history, phenomena, and applications, Ingram, Cooke (1853) pp. 27–31
- Keith James Laidler The world of physical chemistry, Oxford University Press (1995) ISBN 0198559194 pp. 219–220
- The New Encyclopaedia Britannica: Micropædia, Vol. 10 (1991) ISBN 0852295294, p. 90
- Charles Knight (ed.) Biography: or, Third division of "The English encyclopedia", Volume 2, Bradbury, Evans & Co. (1867)
- William Berkson Fields of force: the development of a world view from Faraday to Einstein, Routledge (1974) ISBN 0710076266 pp. 34 ff
- Brian Scott Baigrie Electricity and magnetism: a historical perspective, Greenwood Publishing Group (2007) ISBN 0313333580 p. 73
- Nobel Lectures, p. 59
- Polmear, I.J. (2006). "Production of Aluminium". Light alloys from traditional alloys to nanocrystals. Oxford: Elsevier/Butterworth-Heinemann. pp. 15–16. ISBN 9780750663717.
- Nobel Lectures, p. 170
- Nobel Lectures, p. 363
- Nobel Lectures, p. 342
- Millikan, Robert A. (1911). "The Isolation of an Ion, a Precision Measurement of its Charge, and the Correction of Stokes' Law". Physical Review 32 (2): 349–397. Bibcode 1911PhRvI..32..349M. doi:10.1103/PhysRevSeriesI.32.349.
- William L. Masterton, Cecile N. Hurley Chemistry: Principles and Reactions, Cengage Learning (2008) ISBN 0495126713 p. 379
- The Nobel Prize in Chemistry 1948 Arne Tiselius, nobelprize.org
- The International Society of Electrochemistry
- Wiberg, pp. 215–216
- Swaddle, pp. 308–314
- Wiberg, pp. 210–212
- Swaddle, p. 316
- David Linden, Thomas B. Reddy (ed). Handbook Of Batteries 3rd Edition. McGraw-Hill, New York, 2002 ISBN 0-07-135978-8, chapter 11, p. 11.1
- Ebbing, p. 847
- Swaddle, pp. 317–318
- Ebbing, pp. 800–801
- Wiberg, pp. 235–239
- Ebbing, pp. 837–839
- Wiberg, p. 65
- Faraday, Michael (1791–1867), Wolfram Research
- Ebbing, Darrell D. and Gammon, Steven D. General Chemistry (2007) ISBN 0618738797,
- Nobel Lectures in Chemistry, Volume 1, World Scientific (1999) ISBN 9810234058
- Swaddle, Thomas Wilson Inorganic chemistry: an industrial and environmental perspective, Academic Press (1997) ISBN 0126785503
- Wiberg, Egon; Wiberg, Nils and Holleman, Arnold Frederick Inorganic chemistry, Academic Press (2001) ISBN 0123526515

## Vanjske poveznice
Mrežna mjesta
- elektrokemija Hrvatska enciklopedija
- Electrochemistry na Curlie
- All about electrochemistry (online Reference Text for General Chemistry)
- The Electrochemical Society
- Electrochemical Science and Technology Information Resource (ESTIR)
- International Society of Electrochemistry (ISE)
- Elektrokemijsko inženjerstvo Hrvatska tehnička enciklopedija, portal hrvatske tehničke baštine. LZMK

| Portal:Kemija | Portal: Kemija |